# Love Hard
Love Hard è un film del 2021 diretto da Hernán Jiménez.

## Trama
La vita amorosa della trentenne Natalie Bauer è notoriamente disastrosa, tanto che la donna per lavoro scrive una rubrica sui pessimi appuntamenti organizzati tramite siti d'incontro. Nonostante le cattive esperienze, Natalie crede ancora nell'amore e le sue speranze si riaccendono quando su un'app incontra Josh Lin, bello e simpatico. Per la giovane donna scocca la scintilla e decide di andare a fargli una visita a sorpresa a Lake Placid per Natale. Arrivata qui tuttavia, Natalie scopre di essere vittima di catfishing: Josh non è l'aitante uomo della foto del profilo sull'app, ma un suo coetaneo goffo e meno attraente che vive nel seminterrato dei genitori. Dato che Natalie si è già presentata alla famiglia Lin come la fidanzata del figlio, John le fa una proposta: Natalie fingerà di essere davvero la sua ragazza così che la famiglia per una volta sia orgogliosa di lui e in cambio Josh aiuterà la donna a conquistare Tag, il bel giovane le cui foto Josh aveva usato sull'app per conquistare Natalie.
Per un po' il piano di Josh sembra funzionare: i Lin sono orgogliosi di lui e della splendida "fidanzata", mentre Tag si è effettivamente invaghito di Natalie, che vede in lui un potenziale partner. In realtà, Natalie e Tag hanno gusti completamente diversi, ma grazie alle informazioni fornitole da Josh Natalie finge di avere tutte le qualità e gli interessi che Tag condivide e trova fondamentali in una compagna. La situazione si complica quando Owen, il fratello più grande e di maggior successo di Josh, torna a casa per Natale. Owen è sorpreso nel vedere che ora deve dividere l'attenzione e l'ammirazione della famiglia con Josh e fa di tutto per mettere nuovamente in ombra il fratello. Mentre la famiglia canta carole di Natale di porta in porta, Owen annuncia la gravidanza della moglie e, per non essere da meno, Josh annuncia che lui e Natalie si sposeranno a breve.
Insospettito dalla fortuna del fratello, Owen comincia a spiare Natalie e i suoi sforzi sono ricompensati quando la vede durante una cena romantica con Tag. Natalie intanto comincia a sentirsi a disagio in questa situazione: non solo ha scoperto di nutrire un genuino affetto per Josh, ma Tag si rivela essere sempre più diverso da lei. Il piano va a monte il giorno dopo, quando i Lin organizzano una festa a sorpresa per annunciare il fidanzamento di Josh e Natalie. Tag è tra gli invitati ed Owen accusa Natalie di tradire il fratello con lui. Per evitare di umiliare ulteriormente Josh e Tag, Natalie decide di rivelare la verità a tutti i presenti. Tag ne è ferito e accusa Natalia di essere un'ipocrita, dato che dopo essersi sentita tradita dall'inganno di Josh non ha esitato ad ingannare lui.
Natalie fa i bagagli e lascia casa Lin, dove la famiglia si dimostra comprensiva nei confronti di Josh. Il giovane è maturato molto grazie a Natalie, che lo ha spinto ad avere più fiducia in se stesso e inseguire il suo sogno di fare il candelaio. Mentre si avvia verso l'aeroporto, Natalie vede il nuovo (e autentico) profilo di Josh sull'app di incontri e si rende finalmente conto dei suoi veri sentimenti. Natalie allora torna indietro e fa una dichiarazione d'amore a Josh come nel film Love Actually - L'amore davvero, la pellicola preferita del giovane, e i due si baciano.

## Produzione

### Sviluppo
Nell'agosto 2019 fu annunciato che Netflix aveva acquistato la sceneggiatura di Danny Mackey e Rebecca Ewing con l'intenzione di realizzarne un film prodotto da McG e Mary Viola. Nell'agosto 2020 fu annunciato che Hernán Jiménez avrebbe diretto il film, in cui sarebbero apparsi Nina Dobrev, Jimmy O. Yang e Charles Melton, poi rimpiazzato da Darren Barnett tre mesi più tardi.

### Riprese
Le riprese sono avvenute a Vancouver tra il 9 ottobre e il 21 novembre 2020.

## Distribuzione
Il film è stato reso disponibile sulla piattaforma Netflix a partire dal 5 novembre 2021.